# Neosho (Missouri)
Neosho és una població dels Estats Units a l'estat de Missouri. Segons el cens del 2000 tenia 10.505 habitants.

## Demografia
Segons el cens del 2000, Neosho tenia 10.505 habitants, 4.136 habitatges, i 2.725 famílies. La densitat de població era de 271,7 habitants per km².
Dels 4.136 habitatges en un 31,8% hi vivien nens de menys de 18 anys, en un 50,5% hi vivien parelles casades, en un 11,9% dones solteres, i en un 34,1% no eren unitats familiars. En el 29,6% dels habitatges hi vivien persones soles el 14,5% de les quals corresponia a persones de 65 anys o més que vivien soles. El nombre mitjà de persones vivint en cada habitatge era de 2,44 i el nombre mitjà de persones que vivien en cada família era de 3,01.
Per edats la població es repartia de la següent manera: un 26,2% tenia menys de 18 anys, un 10,8% entre 18 i 24, un 26,1% entre 25 i 44, un 19,8% de 45 a 60 i un 17,1% 65 anys o més.
L'edat mediana era de 35 anys. Per cada 100 dones de 18 o més anys hi havia 84,1 homes.
La renda mediana per habitatge era de 31.225 $ i la renda mediana per família de 37.790 $. Els homes tenien una renda mediana de 27.672 $ mentre que les dones 20.632 $. La renda per capita de la població era de 15.847 $. Entorn del 8,7% de les famílies i el 12,8% de la població estaven per davall del llindar de pobresa.

## Poblacions més properes
El següent diagrama mostra les poblacions més properes.